# Усть-Малой
Усть-Малой — деревня в Усть-Удинском районе Иркутской области.

## География
Деревня находится в 28 км от Осы. Стоит на реке Малой.

## Население
По данным Всероссийской переписи населения 2010 года население НП составило 235 человек.

## Власть
Деревня в административном плане относится к Новоудинскому муниципальному образованию Усть-Удинского района
Иркутской области.